# Benelli B76
Benelli B76 — итальянский самозарядный пистолет производства компании Benelli Armi.
Разработан в первой половине 1970-х годов, выпускался в нескольких вариантах исполнения, в 1990 году производство было прекращено в связи с недостаточным спросом.

## Описание
Автоматика основана на использовании отдачи свободного затвора, которую сама компания Benelli Armi именует инерционным запиранием.

## Дизайн
Benelli B76, впервые выпущенный в 1976 году, представляет собой полуавтоматический пистолет с запиранием ствола и неподвижным стволом. Спусковой крючок B76 двойного/одиночного действия, а работа оружия обеспечивается уникальной системой «инерционной блокировки», как описано в патенте США № 3 893 369. В этой системе затвор пистолета снабжён рёбрами, расположенными поперечно оси затвора и предназначенными для взаимодействия с соответствующими пазами в ствольной коробке и для выхода из них, а также запирающим рычагом, который соединяет затвор с затвородержателем, выполняющим роль затворной рамы. При выстреле, когда пистолет отбрасывается назад в руке стрелка, инерция затвора заставляет его сохранять своё положение относительно ствольной коробки, ограничивая движение рёбер затвора в соответствующих пазах с помощью запирающего рычага и таким образом удерживая затвор в запертом положении. Как только движение пистолета в руке стрелка замедляется, затвор стремится продолжить движение назад, отходя от ствольной коробки. В этот момент запирающий рычаг больше не удерживает затвор в фиксирующих пазах, и затвор может свободно откатываться назад под действием остаточного давления газов в стволе с достаточной силой, чтобы завершить цикл стрельбы.
Производство было прекращено в конце 1980-х годов.